# 姜宝谊
姜寶誼（?—619年），秦州上邽（今甘肅天水）人。按《新唐书·宰相世系表》为三国蜀汉名将姜维后人。祖父姜明，后魏兖州刺史、天水郡公。父姜远，北周荆秦二州刺史、朝邑县公。
姜寶誼早年游太学，唸不了書，遂從軍为左翊卫，隋末以军功迁致通议大夫、鹰扬郎将，率府兵从李渊前往太原剿寇。大业十三年（617年），從李淵自太原起兵，授左统军，平西河，下霍邑，以功封光禄大夫、永安縣公。武德初年，拜右武衛大將軍。
武德二年（619年）四月，劉武周派使大将宋金刚袭破榆次县，佔領介州（今山西介休）。唐高祖遣太常少卿李仲文与姜寶誼为行军总管，與武周部将黄子英在雀鼠谷（今山西靈石縣西南汾水河谷）交戰，黄子英以轻兵挑战引诱唐军，战接而三遁，唐军追击，伏兵发，全軍覆沒，李仲文與姜寶誼被敌将黄子英俘虏，后僥倖逃回。
九月二十六日，又与尚书右僕射裴寂拒宋金剛，战於汾州，裴寂倉猝應戰，棄軍逃走，寶誼又被俘。高祖聞訊，為之泣下曰：“宝谊烈士，必不下賊，死矣！”赐其家物千段，米三百石。姜寶誼思謀逃歸，被宋金剛殺死。臨死前西向大呼曰：“臣无状，负陛下。被屠溃是所甘心；但败军丧师，九泉所恨。”平定刘武周后，唐朝下诏迎回他的棺柩，追赠左卫大将军、幽州总管，諡曰剛。
有两子姜恪、姜协。姜恪，官至司戎太常伯、侍中、永安郡公，为高宗宰相。姜协字寿，善篆籀。历任燕然都护、夏州都督，封成纪县侯，谥曰威。